# Södra regionen (region i Kamerun)
Södra regionen (engelska: South Province, franska: Province du Sud, engelska: South Region, franska: Région du Sud, Sud, engelska: South) är en region i Kamerun. Den ligger i den södra delen av landet, 120 km söder om huvudstaden Yaoundé. Antalet invånare är 634 655. Arean är 47 191 kvadratkilometer. Södra regionen gränsar till Kustregionen, Centrumregionen och Östra regionen. 
Terrängen i Södra regionen är kuperad västerut, men österut är den platt.
Södra regionen delas in i:
- Département de Kribi
- Département du Dja-et-Lobo
- Mvila
- Vallée-du-Ntem

Följande samhällen finns i Södra regionen:
- Ébolowa
- Kribi
- Sangmélima
- Lolodorf
- Akom II
- Ambam
- Mvangué
- Maan